# Liste der Kulturdenkmäler in Henschtal
In der Liste der Kulturdenkmäler in Henschtal sind alle Kulturdenkmäler der rheinland-pfälzischen Ortsgemeinde Henschtal mit den Ortsteilen Haschbach am Glan und Trahweiler aufgeführt. Grundlage ist die Denkmalliste des Landes Rheinland-Pfalz (Stand: 6. September 2022).

## Einzeldenkmäler
| Bezeichnung | Lage                                                  | Baujahr | Beschreibung                                                                                          | Bild |
| ----------- | ----------------------------------------------------- | ------- | --- | ---- |
| Schulhaus   | Haschbach, Hauptstraße 26 Lage                        | 1876    | ehemalige Schule; sandsteingegliederter Putzbau und Scheune, 1876, Architekt Johann Schmeisser, Kusel | BW   |
| Quereinhaus | Haschbach, Hauptstraße 27 Lage                        | 1855/56 | eingeschossiges Quereinhaus, 1855/56                                                                  | BW   |
| Quereinhaus | Trahweiler, nordwestlich des Ortes (Sangerhof 4) Lage | 1876    | sandsteingegliedertes Quereinhaus, 1876                                                               | BW   |